# Delray Beach International Tennis Championships 2014
Delray Beach International Tennis Championships 2014 — тенісний турнір, що проходив на кортах з твердим покриттям у місті Делрей-Біч, США з 17 лютого. Належав до категорії ATP World Tour 250, був турніром серії Delray Beach Open 2014 року.

## Фінальна частина

### Одиночний розряд
Марин Чилич —  Кевін Андерсон 7–6(8–6), 6–7(7–9), 6–4

### Парний розряд
Боб Браян /  Майк Браян —  Франтішек Чермак /  Михайло Єлгін 6–2, 6–3